# جوي اللحام
جوي اللحام (الإنجليزيةJoey Allahamː) رجل أعمال أمريكي من أصل سوري يهودي من مدينة نيويورك. أسس عددًا من المطاعم في نيويورك بما في ذلك مطعم Prime Grill وPrime KO وغيرهم. من عام 2017 إلى 2018، كان اللحام عضوًا في جماعة ممارسة الضغط (Lobbying) لحكومة قطر.

## حياته مهنية
ولد جوي اللحام في دمشق وترعرع في عائلة يهودية سورية. غادروا في عام 1992 وانتقل جوي إلى مدينة نيويورك في عام 1993.
اشتهر اللحام بمطاعم الكوشر الفاخرة، وخاصة مطعم Prime Grill، الذي كان يُنظر إليه على أنه أول مطعم لحوم كوشير راقٍ في نيويورك. تم اختيار Prime Grill كأفضل مطعم كوشير في المدينة لمدة ثماني سنوات متتالية من قبل شركة Zagat. أسس اللحام ثلاثة مطاعم راقية أخرى للشريعة اليهودية - سولو، وPrime KO (مطعم ستيك ياباني)، وPrime at the Bentley - بالإضافة إلى Prime Butcher Baker (متجر أشكنازي وسفارديك للأطعمة الذواقة). أسس مجموعة برايم للضيافة وهي شركة كانت تقدم الطعام الكوشر للمنتجعات. نجح اللحام في التعاون مع عدد من المسؤولين الحكوميين والدوليين، بالإضافة إلى رجال أعمال بارزين آخرين من خلال أعماله في المطاعم.

## قطر
بدأ جوي اللحام مساعدة قطر في القيام باستثمارات وعلاقات سياسية مع الجالية اليهودية الأمريكية. برز اللحام كشخصية بارزة من وراء الكواليس في معارك الولايات المتحدة المرتبطة بأزمة الخليج وحوادث أخرى. بدأ اللحام العمل مع السياسي الجمهوري نيكولا موزين في عام 2017. وبحسب بعض المصادر، فقد دفع القطريون للحام مقابل «تعريف المسؤولين القطريين لنيكولا موزين والجمهوريين المؤثرين». قال اللحام إنه رتب لقاءات لمسؤولين قطريين ووزع عدة تبرعات خيرية كعرض تمهيدي للنوايا الحسنة، لكنه لم «يضغط على أي مسؤول حكومي أو يقوم بأي عمل علاقات عامة». في سبتمبر 2017، «تم تسجيل موزين لدى وزارة العدل كوكيل أجنبي لدولة قطر».
تلقت شركة Lexington Strategies، التي يمتلكها جوي اللحام، أموالاً في عام 2017 من شركة Blue Fort Public Relations LLC في قطر من أجل «تعزيز فرص التواصل التجارية والدولية المتعلقة بالاستثمار للشركات الخاصة والمستثمرين من قطر إلى الولايات المتحدة». نجح اللحام في ترتيب زيارة شخصيات بارزة موالية لإسرائيل إلى قطر. كما نجح اللحام في ترتيب اجتماعات في الولايات المتحدة بين المسؤولين القطريين وبعض شركاء دونالد ترامب.
بالتنسيق مع موزين، «أخذ اللحام زمام المبادرة في تعريف القطريين بشخصيات يهودية أمريكية بارزة. وعرض عليهم القيام برحلات إلى الدوحة، حيث يمكنهم مقابلة أمير قطر تميم بن حمد آل ثاني ومسؤولين حكوميين آخرين... كان التواصل مع القادة اليهود الذي نظمه اللحام جزءًا صغيرًا من حملة قطر لتوليد النوايا الحسنة بين الأفراد الذين قد يكون لديهم علاقات مع الرئيس الأمريكي السابق ترمب». كان من بين القادة اليهود الأمريكيين الذين قبلوا الرحلات التي نظمها اللحام أو موزين آلان ديرشوفيتز، رئيس المنظمة الصهيونية الأمريكية، مورت كلاين، ومالكولم هوينلين، ومناحيم جيناك، «الحاخام الذي يشغل منصب الرئيس التنفيذي لقسم كوشير بالاتحاد الأرثوذكسي، الذي يشرف على شهادات الآلاف. من مرافق طعام الكوشر في جميع أنحاء العالم». في انتهاك محتمل لقانون تسجيل الوكلاء الأجانب (FARA)، لم يسجل اللحام لدى وزارة العدل كوكيل أجنبي لقطر خلال الفترة الزمنية التي عمل فيها في الدولة.
في 15 يونيو سجل اللحام لدى وزارة العدل كوكيل أجنبي لقطر. وأدرج موكليه على أنهم «دولة قطر» و«اللجنة العليا للمشاريع والإرث»، مع تحديد جهات الاتصال الرسمية الخاصة بكل منهما على أنها الأمير تميم بن حمد آل ثاني والشقيق الأصغر للأمير محمد بن حمد بن. خليفة آل ثاني.
في إفصاحه، أفاد اللحام أنه نيابة عن قطر، دفع لمايك هوكابي 50000 دولار لزيارة قطر وتبرع بمبلغ 100000 دولار للمنظمة الصهيونية الأمريكية (ZOA)، مورت كلاين، زار قطر في أوائل يناير 2018. قال اللحام إنه صرف هذه الأموال من 1.45 مليون دولار دفعته لـ«المشاركة المجتمعية» لصالح قطر - وهي الإجراءات التي تضمنت تقديم «مساهمات خيرية وترتيب اجتماعات في الولايات المتحدة وزيارات إلى قطر».
خص اللحام بالثناء على المساعدة المقدمة لقطر من قبل رئيس ZOA كلاين، مشيرًا في تقرير جيروزاليم بوست الصادر في 21 يونيو 2018 أنه «فخور بالعمل الذي قام به مورت كلاين... بالتعاون مع الأمير وأعضاء آخرين في العائلة المالكة القطرية». ومع ذلك، نفى كلاين ذلك، قائلاً إنه «لم يضغط أبدًا بأي شكل من الأشكال لصالح قطر»، وأشار إلى أن التبرع لمنظمة ZOA تم رفضه وإعادته.
قدم اللحام أنشطة الضغط الخارجية نيابة عن الحكومة القطرية إلى وزارة العدل في يونيو 2018، حيث تم إدراج التبرعات للمنظمات الموالية لإسرائيل وهي المنظمة الصهيونية الأمريكية وجنودنا يتكلمون (OSS). في يونيو 2018 كشف اللحام عن المدفوعات في ملف للتسجيل كوكيل لحكومة أجنبية.